# Corvin Filmgyár
A Corvin Filmgyár és Filmkereskedelmi Rt. a magyar filmgyártás legnagyobb, míg Európa harmadik legnagyobb filmvállalata volt a némafilm korszakában. Alapítója megalakulásakor hazai filmek gyártását tűzte ki célul maga elé. Magas irodalmi színvonal, kiváló művészi felkészültség jellemezte alkotásaikat.
A magyar filmgyártás teljes, máig tartó korszakát tekintve  a Corvin Filmgyár kiemelkedő jelentősége, filmművészeti rangján túl, abban rejlik, hogy ma is forognak itt filmek; az alapítás óta eltelt több mint 100 esztendőben szinte nem volt olyan magyar filmes, aki ne dolgozott volna  falai között.

## Út az alapításig

### A magyar film születése
Az első magyar filmet, melynek címe A táncz, Pekár Gyula író tánctörténeti előadásához Zsitkovszky Béla készítette, Budapesten, 1901-ben. Zsitkovszky, az Uránia-színház vetítőgépésze, miután átalakított egy vetítőgépet kamerává, avval készítette el a filmet. Ebben a kor kiemelkedő színészei szerepeltek, úgymint Blaha Lujza, Márkus Emília és Hegedűs Gyula. Az Uránia tetőteraszán három hónapon keresztül forgatott 24 filmetűd, úgynevezett „kinematogram”, akkoriban az egész világon újdonságszámba ment tudományos és művészi igényességével,  ugyanis a filmezéssel, az új, vásári mutatványossággal, másutt nemigen kompromittálták magukat jeles művészek, írók, vagy tudományos szakemberek. Az elkészült filmszalagok utómunkálatai során egy szétrobbant villanykörte miatt megsemmisült minden addig elkészült munka, a filmekben és az Uránia filmlaboratóriumában megközelítőleg 40 000 korona kár keletkezett. Az első film elkészülte az ezt követő közadakozásnak volt köszönhető. Újraforgathatták a kinematogramokat és a tervezett időpontban, 1901. április 30-án bemutatták a széles társadalmi összefogással elkészült filmet. Ekkortól datálódik a magyar filmtörténet, így lett április 30-a a Magyar Film Napja. A táncz  forgatásával indult világhódító útjára a magyar filmgyártás.

### A magyar filmgyártás kezdete
A magyar némafilmgyártás, akkori nevén kinematográfia, kezdete az 1908-ban alapított Projectograph Rt.  tulajdonosai, Neumann József és Ungerleider Mór nevéhez kötődik, akik akkorra már 10 éve foglalkoztak „mozgófénykép bemutató üzletek”, azaz mozik üzemeltetésével.
A Kolozsvári Állami Magyar Színház igazgatója, dr. Janovics Jenő – akit méltán neveztek később az erdélyi Hollywood megteremtőjének – már 1910-ben kísérletezett a filmtechnika és a színházi előadások ötvözésével. Forgatókönyvéből 1913-ban a párizsi Pathé Filmgyárral koprodukcióban megszületett az első erdélyi mozgókép, a Sárga csikó. A film sikerére jellemző, hogy százharminchét példányban kellett öt kontinens számára másolni, Japánban és Ausztráliában is óriási sikert aratott.
Az első világháború kitörése miatt a bíztatóan indult együttműködés kényszerűen megszakadt a francia Pathé testvérekkel, így határon belül, a Projectograph Rt. lett Janovics partnere az új mozgóképek elkészítésében. Két éven keresztül a velük közös Proja cégben gyártotta és forgalmazta nagy sikerű némafilmjeit. A közös vállalkozás névét a Projectograph és Janovics kezdőbetűiből Roboz Imre, a Vígszínház későbbi igazgatója alkotta meg.
Ekkor a némafilmkészítés harmadik legnagyobb európai nagyhatalma Dánia volt, a magyar némafilmgyártásra pedig az amerikai, vagy az angol iskolával szemben elsődlegesen a dán hatott, mely erősen az irodalomra és a színészi játékra koncentrált. Így nem volt véletlen, hogy Kertész Mihály, a későbbi Oscar-díjas filmrendező is Dániát választotta  tanulmányútja célpontjául.
1914-ben Kertész, Dániából hazatérve, bizalmat kapott Janovicstól, hogy a Proja-film kolozsvári stúdiójában megrendezhesse a napjainkra a korszak filmalkotásai közül legfontosabbá vált A tolonc című filmet, melyre, mint filmtörténeti ritkaságra tekintünk. Egyrészt ez Kertész magyarországi  rendezéseiből az egyetlen  fennmaradt némafilm, ugyanígy  ez a később Amerikában világhírűvé vált Várkonyi Mihály egyetlen, magyar, épen maradt filmje, végül, Jászai Marit, kora leghíresebb színésznőjét is csak ennek a mozgóképnek a filmkockái őrizték meg számunkra.

## Történet

### A Corvin Filmgyár megalapítása
Másfél évtizeddel az első magyar film bemutatását követően, a világon hetedikként létrehozott filmgyár Magyarországon nyitotta meg kapuit. A filmstúdió a XV. század nagy magyar királyáról, Kolozsvár  szülöttjéről, Corvin Mátyásról kapta a nevét. Janovics, aki teljesen önállósodni akart a Projectographtól, 1916. október 16-án alapította meg filmgyárát Kolozsvárott. Színháza udvarán, annak szabadtéri, "nyári színkörnek" nevezett részében alakította ki első stúdióját, mely négy oszlopos, nagyon egyszerű építmény volt, üvegtetővel. A filmgyárhoz tartozott egy udvarház is a közeli Szászfenesen, amely gyakran szolgált  forgatások helyszínéül. A helységet csakhamar el is nevezték a környékbeliek Mozifalvának.
Az alapító művészeti célkitűzése a magyar irodalom legjelesebb alkotásainak filmre vitele volt. Budapest "nemzetköziségre" irányuló törekvéseivel szemben Erdély fővárosában „az igazán nemes, nemzeti nyomdokon való elindulást" jelölte ki célul. Janovics nem akart a nemzetközi  tömegfilmgyártáshoz igazodni, azt akarta, hogy a magyar filmek "másfélék" legyenek, a színészek szerepe ne alacsonyodjon másodrendű fontosságúvá.
A Corvin Filmgyár idővel Európa egyik legmodernebb, a Pinewood és Cinecitta utáni harmadik legnagyobb, filmstúdiója lett. Janovics vezetésével sikerült Kolozsvárt a nemzetközi filmipar hangsúlyos tényezőjévé tenni, hosszú időre a magyar némafilmgyártás Budapest melletti legfontosabb színterévé vált.
Janovics főrendezőjéül az akkor 23 éves Korda Sándort választotta. Kapcsolatuk kezdetére így emlékezett egy 1936-os írásában: "A pesti Newyork–kávéház hideg márványasztalánál álmodozott a fiatal, nyurga Korda valami szerény megélhetést biztosító ujságírói alkalmaztatásról, amikor vonatra ültettem és levittem Kolozsvárra filmrendezőnek évi 18.000 korona fix fizetéssel. (...) S ma? Korda Sándorban az angol nemzeti filmgyártás megteremtőjét ünnepli öt világrész közönsége."

### A Korda-korszak
Janovics 1917 áprilisában eladta a céget Kordának és Pásztory M. Miklósnak, akik – addig ismeretlen módon – kizárólagos joggal szerződtették a filmgyárhoz a kor több kiváló, színészét, többek közt Somlay Artúrt, Beregi Oszkárt és Várkonyi Mihályt. Korda felesége, Korda Mária is számos filmalkotásban játszott főszerepet.
Még ugyanebben az évben továbbterjeszkedtek a fővárosba. 1917. október 16-án, egymillió koronás alaptőkével, megalapították "Corvin-filmgyár és filmkereskedelmi r.-t." néven budapesti filmgyártó bázisukat. Zuglóban, a mai Róna utcánál, vettek egy óriási telket, melyen felépíttették negyven méter hosszú, európai színvonalú, korszerű üvegműtermüket, mely sok történelmi viszontagságot túlélve a mai napig ott áll eredeti helyén. Korda és Pásztory azért választották az akkor frissen felparcellázott zuglói mezőt a filmgyár helyéül, mert nem volt messze a várostól és a hatalmas ingatlan ideális volt filmforgatás céljaira.
A magyar gyár, több mint 100 éven keresztül, a magyar filmgyártás emblematikus helyszíne lett, melyet Corvin után hívtak Hunniának, majd Mafilmnek; mára a Magyar Nemzeti Filmalap része. Születésétől kezdve, többször is igen hányatott sorsa ellenére mindig a magyar filmalkotás fellegvára maradt, olykor  kilencven film is készült egy évben falai között. A századik, az egész filmes szakma által közösen ünnepelt, születésnapján leginkább egyszerűen "A Magyar Gyár" néven emlegették.
Korda jobbára a nemzeti presztízsfilmtől a nemzetközi kommerszig terjedő skálán, a kulturális presztízs fenntartása mellett a középosztály igényeit is kielégítő filmeket készített, készíttetett.
Az első világháború okozta konjunktúra a Corvin Filmgyár működésére is kedvezően hatott. A filmbehozatali tilalom növelte a magyar filmek iránti hazai keresletet; Kordáék alaptőkéjüket 1918-ban két és fél millió, majd 1919-ben nyolc millió koronára emelték. A hazai sikerek mellett a Corvin filmjei ekkor már a nemzetközi piacra is kijutottak. A filmstúdióban –a filmgyár igazgatása mellett– Korda rendezett is; ő rendezte az egyik első, külföldön is bemutatott magyar filmet, a Fehér éjszakákat.

### Út a hangosfilmig
Korda 1919-ben, a Tanácsköztársaság idején, a kommunisták direktóriumának tagjaként a filmgyártás művészeti vezetője volt, ezért a vörösterror leverése után el kellett menekülnie a megtorlás elől Magyarországról. Ezt követően az amerikai filmek dömpingje miatt a magyar filmek egyre inkább háttérbe szorultak, évről évre kevesebb film forgott a Corvin stúdióiban, míg aztán 1922-ben a filmgyár átmenetileg be is szüntette a játékfilmkészítést.
1923-ban modernizálták és átszervezték a gyárat, mely 18 méteres magasságával és 4x20 méteres alapterületével Közép-Európa harmadik legnagyobb filmstúdiója lett. Ennek ellenére, a gazdasági viszonyok további romlása közepette, 1926-ban már nem tudta elkerülni a csődöt. 1927-ben az állam által létrehozott Filmipari Alap vásárolta meg. Végül a rákövetkező évben, 1928. december 19-én alapított Hunnia Filmgyár vette át a stafétabotot a Corvintól, hogy aztán a világhírű magyar hangosfilmgyártás egyik letéteményesévé válhasson.

## Filmográfia
A Corvin Filmgyár filmjei időrendben
1. Méltóságos rabasszony (rendezte: Janovics Jenő, 1916)
2. A dolovai nábob leánya (r.: Janovics Jenő, 1916)
3. Ártatlan vagyok! (r.: Janovics Jenő, 1916)
4. A hadtestparancsnok (r.: Mérei Adolf, 1916)
5. Ciklámen (r.: Korda Sándor, 1916)
6. A nagymama (r.: Korda Sándor, 1916)
7. Soha többé… mindörökké! (r.: Mérei Adolf, 1916)
8. Szibéria (r.: Fekete Mihály, 1916)
9. Mesék az írógépről (r.: Korda Sándor, 1916)
10. Mágnás Miska (r.: Korda Sándor, 1916)
11. Az egymillió fontos bankó (r.: Korda Sándor, 1916)
12. A gyónás szentsége (r.: Janovics Jenő, 1916)
13. A peleskei nótárius (r.: Janovics Jenő ,1916)
14. Petőfi dalciklus (r.: Janovics Jenő, 1916)
15. A kétszívű férfi (r.: Korda Sándor, 1916)
16. A szobalány (r.: Mérei Adolf, 1916)
17. Fehér éjszakák (r.: Korda Sándor, 1916)
18. A feleség (r.: Janovics Jenő, 1916)
19. A csikós (r.: Pásztory M. Miklós, 1917)
20. A gólyakalifa (r.: Korda Sándor, 1917)
21. Mágia (r.: Korda Sándor, 1917)
22. Szent Péter esernyője (r.: Korda Sándor, 1917)
23. Harrison és Barrison (r.: Korda Sándor, 1917)
24. A riporterkirály (r.: Pásztory M. Miklós, 1917)
25. A piros bugyelláris (r.: Pásztory M. Miklós, 1917)
26. A haza oltára (r.: Pásztory M. Miklós 1917, rövid)
27. Csaplárné a betyárt szerette (r.:  1917, rövid)
28. Károly bakák (r.: Pásztory M. Miklós, Korda Sándor, 1918)
29. A kis lord (r.: Antalffy Sándor, 1918, rövid)
30. A faun (r.: Korda Sándor, 1918)
31. A testőr (r.: Antalffy Sándor, 1918)
32. A kétlelkű asszony (r.: Pásztory M. Miklós, 1918)
33. Harrison és Barrison II. (r.: Korda Sándor, 1918)
34. Az aranyember (r.: Korda Sándor, 1918)
35. A gyáva (1918, rövid)
36. Ica babája (1918, rövid)
37. Tréfaházasság (1918, rövid)
38. Tutyut felszarvazzák (1918, rövid)
39. Tutyu kirúg a hámból (1918, rövid)
40. Mary Ann (r.: Korda Sándor, 1919)
41. Fehér rózsa (r.: Korda Sándor, 1919)
42. A 111-es (r.: Korda Sándor, 1919-1920)
43. A tékozló fiú (r.: Pásztory M. Miklós, 1919)
44. Ave Caesar! (r.: Korda Sándor, 1919)
45. Twist Olivér (r.: Garas Márton, 1919)
46. Yamata (r.: Korda Sándor, 1919)
47. A legnagyobb bűn / Mária nővér / Odille Mária (r.: Garas Márton, 1919)
48. Fekete tulipán (r.: Korda Sándor, 1919)
49. Az igazság útja [Kutató Sámuel] (r.: Korda Sándor, 1919)
50. Se ki, se be! (r.: Korda Sándor, 1919)
51. Lélekidomár (r.: Garas Márton, 1919)
52. Tutyu ismeretséget köt (1919, rövid)
53. Tutyu lakást keres (1919, rövid)
54. Cow-boy, mint anyós (1919, rövid)
55. A sárga árnyék (r.: Garas Márton, 1920)
56. A névtelen vár (r.: Garas Márton, 1920)
57. Little Fox (r.: Garas Márton, 1920)
58. Júdás fiai (r.: ifj. Uher Ödön, 1920)
59. A végszó (r.: Pásztory M. Miklós, 1920)
60. Keresztes vitézek (r.: Garas Márton, 1921)
61. Farsangi mámor (r.: Garas Márton, 1921)
62. Hétszáz éves szerelem (r.: Garas Márton, 1921)
63. New-York express kábel (r.: Garas Márton, 1921)
64. Az áruház gyöngye (1921, rövid)
65. Országos Apponyi ünnep (1921, riport)
66. Majális a vérmezőn (1921, riport)
67. Motorcsónak verseny (1921, riport)
68. Lapterjesztők boxversenye (1921, riport)
69. Budapest ifjúsága üdvözli Harding elnököt hivatalbalépése alkalmából (1921, riport)
70. Olavi / A csapláros lánya (r.: Lajthay Károly, 1922)
71. Willy Drill (r.: Lakner Artúr, 1922)
72. Freddy (1922, rövid)
73. Árvák imája (1922, rövid)
74. Múlt és jövő (1922, riport)
75. Egy dollár (r.: Uwe Jens Krafft 1923)
76. Egy fiúnak a fele (r.: Bolváry Géza, 1924)
77. Az őrszem (r.: Balogh Béla, 1924)
78. Magyar cserkészélet (1924, riport)
79. Terike (r.: Major Dezső, 1927 moziszkeccs)

## Bibliográfia
- Lajta Andor. Filmművészeti Évkönyv az 1920. évre.  Bp. 1920.
- Dr. Janovics Jenő. A magyar film gyermekévei Erdélyben. Bp. Filmkultura. 1936.
- Nemeskürty István. A mozgóképtől a filmművészetig. A magyar filmesztétika története. (1907 – 1930.) Bp. Magvető Kiadó, 1961.
- Nemeskürty István. A magyar film története. (1912 – 1963.) Bp. Gondolat Kiadó, 1965.
- Kulik, Karol. Alexander Korda: The Man Who Could Work Miracles. Virgin Books, 1990.
- Kőháti Zsolt. Tovamozduló ember tovamozduló világban – a magyar némafilm 1896–1931 között. Bp. Magyar Filmintézet, 1996.
- Cunningham, John. Hungarian Cinema: From Coffee House to Multiplex. London. Wallflower Press, 2004.

## Fordítás
- Ez a szócikk részben vagy egészben  a   Corvin Film című angol Wikipédia-szócikk ezen változatának fordításán alapul.  Az eredeti cikk szerkesztőit annak laptörténete sorolja fel. Ez a jelzés csupán a megfogalmazás eredetét és a szerzői jogokat jelzi, nem szolgál a cikkben szereplő információk forrásmegjelöléseként.